# 横田城 (信濃国)
横田城（よこたじょう）は、長野県長野市横田にあった日本の城。

## 概要
築城時期は平安時代末と伝えられる。
養和元年（1181年）に木曾義仲の旗揚げを鎮圧するため越後から圧倒的な大軍を率いて城氏が入城したとされている。しかし寡兵の木曾側の奇策によって敗走したとされている。ここ横田河原の戦いで勢いを得たことによって木曾方は倶利伽羅峠の戦いにおける大勝の足掛かりを得ることとなった。
応永7年（1400年）信濃守護小笠原長秀が大塔合戦で根拠地とした。室町幕府の命によって信濃国の守護として乗り込んだ小笠原氏に対して国人領主の村上氏が強訴。井上氏や高梨氏、海野氏、仁科氏等大文字一揆もが抵抗した。この鎮圧のため守護方は善光寺から横田城に押出したものの圧倒的多数の敵に包囲された。このため横田城を捨てて味方の塩崎城に合流して体勢の立て直しを図ろうと夜陰秘かに移動。しかし途中で発見分断されて長秀ら150騎余は辛うじて塩崎城に逃げ延びている。しかし逃げ遅れた300騎余は途中の大塔の古城に逃げ込んだ。だが兵糧も武器の備えも不十分なまま20日を超える篭城は乗っていた馬を殺して血を啜り生肉を食う凄惨なものであったと伝えられる。しかし救援は叶わず大塔の篭城軍は撃って出て全滅した。守護方は縁戚関係にあった大井氏の仲立ちで和睦して都へ逃げ帰ることとなった。
なお12年に及び5度も繰り返されたとされる甲越両軍による川中島の戦いはこの周辺で行われた。しかし雨宮の渡しの対岸にあって、両軍が通過せぬ筈のない重要な位置にあるこの城に関して甲陽軍鑑は何の記述もない。
ただし武田信玄に切りかかった上杉謙信と見られた武将に対して槍を繰り出して主君の危急を救った、との伝説にある原大隅守虎吉がこの城に篭ったと伝えられている。近くの地蔵寺にはこの原大隅守のものと伝えられる墓がある。
現在は古殿稲荷社のあたりに土塁跡がのこる。かつては丸馬出し等の甲州流築城術の特徴を示す遺構が南側にあったと伝えられる。このことから定説とはなっているが、横田河原の合戦や大塔合戦の頃の城地は現在の横田城跡を否定するむきもあって、そこよりは2キロほど南で千曲川岸に近い自然堤防上に位置する「横田砦跡」と伝えられている現在の観音寺（大正時代に千曲川の築堤工事に伴い河川敷地域内から現在地に移転）の辺りとする説がある。